# Une robe d'été
Une robe d'été è un cortometraggio del 1996 scritto e diretto da François Ozon. Fu particolarmente apprezzato dalla critica e considerato un esempio originale di narrazione della fluidità sessuale.

## Trama
Il diciottenne Luc e il suo fidanzato hanno affittato per le vacanze estive un bungalow in un campeggio vicino al mare. Infastidito dall'esuberanza del fidanzato, che danza sul portico, Luc si dirige in bicicletta verso la spiaggia per ritagliarsi un momento di solitudine e relax.
Essendo la spiaggia completamente deserta, Luc ne approfitta per fare un bagno e prendere il sole totalmente nudo. All'improvviso, una donna di nome Lucia si avvicina al ragazzo e lo approccia proponendogli di appartarsi nel bosco adiacente alla spiaggia. Luc accetta e i due hanno un rapporto sessuale, al termine del quale il ragazzo le confessa di essere omosessuale e di non aver mai fatto sesso con una donna prima di quel momento. Quando i due ritornano sulla spiaggia, scoprono che i vestiti di Luc sono stati rubati; poiché lui non vuole tornare al campeggio nudo, Lucia gli presta il suo vestito a fiori, chiedendogli di riportarglielo l'indomani prima che lei riparta.
Rientrato al bungalow con indosso il vestito della donna, Luc seduce il suo fidanzato e i due consumano un amplesso, durante il quale il vestito si procura un piccolo strappo. Il giorno dopo Luc, che ha ricucito lo strappo durante la notte, si presenta da Lucia per restituirle il vestito: lei glielo regala dicendogli che può servirgli in futuro e lo saluta definitivamente. Mentre Luc la osserva sorridente ripartire verso il mare, il vestito sventola alla brezza estiva.

## Riconoscimenti
- 1997 - Premio César
  - Nomination Miglior cortometraggio a François Ozon
- 1997 - Outfest
  - Premio del pubblico per il miglior cortometraggio